# Squares on Both Sides
Squares on Both Sides ist ein Musikprojekt des deutschen Musikers Daniel Bürkner, dessen Arbeit sich zwischen traditionellen Singer-Songwriter-Elementen und fast klassischen, minimalistischen Arrangements bewegt.

## Geschichte
Squares on Both Sides erarbeitet in alleiniger Studioarbeit Kompositionen aus einer Vielzahl von Instrumenten (akustische und elektrische Gitarren, Harmonium, Klavier), Samples, Field Recordings und Gesang. 
Sein drittes Album hat Squares on Both Sides am 14. Februar 2009 beim luxemburgischen Label own records veröffentlicht, nachdem sein bisheriges Label Hausmusik zum Jahresende 2007 schließen musste.
Neben den Einzelveröffentlichungen erstellte der früher in Berlin, inzwischen in München lebende Musiker Daniel Bürkner die Filmmusik für diverse Projekte, u. a. den preisgekrönten Dokumentarfilm Kleines Halbe, große Geschichte (2006).

## Name
Die Phrase squares on both sides entspricht einem Zitat aus dem Buch Naked Lunch des amerikanischen Beat-Generation-Autors William S. Burroughs. Das komplette Zitat lautet: Fuck ’em all. Squares on both sides. I am the only complete man in the industry.

## Diskografie

### EPs
- 2002: flung (Hausmusik)

### Alben
- 2004: croquet (Hausmusik)
- 2005: dunaj (Hausmusik)
- 2009: indication (own records)
- 2010: salt meadows (own records)

### Kooperationen
- 2006: tents mit Couch auf va: you can't always listen to hausmusik but (Hausmusik)
- 2006: chromatographer mit Village of Savoonga auf va: you can't always listen to hausmusik but (Hausmusik)
- 2007: the new red und spiral ant mit fonoda auf fonoda: eventually (büro)